# El cuerpo en llamas
El cuerpo en llamas es una serie limitada de televisión por internet española de thriller creada por Laura Sarmiento para Netflix. Está producida por Arcadia Motion Pictures y protagonizada por Úrsula Corberó, Quim Gutiérrez, José Manuel Poga, Isak Ferriz y Eva Llorach. Está inspirada libremente en el caso conocido como el crimen de la Guardia Urbana. Se estrenó en Netflix el 8 de septiembre de 2023.

## Trama
En mayo de 2017, el cadáver de un agente policía, Pedro (José Manuel Poga) aparece calcinado en el interior de un coche en el pantano de Foix, en Barcelona. La investigación de la muerte pone al descubierto una red de relaciones tóxicas, engaños, violencia y escándalos sexuales que involucran a Pedro y dos de sus compañeros policías: su pareja Rosa (Úrsula Corberó) y el exnovio de ésta, Albert (Quim Gutiérrez).

## Reparto
Nota: Los nombres de algunos personajes fueron cambiados por motivos dramatúrgicos o de derecho, los nombres reales se encuentran entre paréntesis. 

### Principal
- Úrsula Corberó como Rosa Peral, una oficial de policía que se ve involucrada en un misterioso caso luego de que su pareja aparece calcinado.
- Quim Gutiérrez como Albert López,  un policía que es uno de los sospechosos del asesinato de Pedro porque se revela que tiene un romance con Rosa.
- José Manuel Poga como Pedro Rodríguez, un oficial de policía que aparece calcinado en el interior de un coche en el pantano de Foix, en Barcelona tras una discusión con su pareja, Rosa.
- Isak Ferriz como Javier "Javi" Guerrero (Rubén), exesposo de Rosa con quien tiene una hija pequeña.
- Eva Llorach como Ester Varona, inspectora a cargo de la investigación sobre el asesinato de Pedro.

### Secundario
- Pep Tosar como Juan
- Mamen Duch como Rosamari
- Guiomar Caiado como Sofía Guerrero Peral, la hija de Rosa y Javi.
- Alfons Nieto como Juan José "Juanjo" Nera Rius (Episodio 1 - Episodio 7)
- Quim Ávila como Álex (Episodio 1 - Episodio 7)
- Sergi Cervera como Néstor (Episodio 1; Episodio 3 - Episodio 5; Episodio 7 - Episodio 8)
- Pep Ambròs como Eduard
- Aina Clotet como Silvia (Episodio 1; Episodio 3 - Episodio 5; Episodio 7 - Episodio 8)
- Júlia Truyol como Almudena "Almu" (Episodio 1 - Episodio 3; Episodio 5; Episodio 7)
- Aleida Torrent como Vane (Episodio 1; Episodio 3; Episodio 5; Episodio 7)
- Bruno Sevilla como Álvaro (Episodio 1 - Episodio 2; Episodio 5 - Episodio 8)
- Meritxell Calvo como Carmen (Episodio 1 - Episodio 2; Episodio 5 - Episodio 7)
- Óscar Dorta como Alfonso (Episodio 2; Episodio 5 - Episodio 6)
- Iván Morales como Gerard (Episodio 5 - Episodio 8)
- Anna Moliner como Montse (Episodio 6 - Episodio 8)
- David Bagés como Tomás (Episodio 6 - Episodio 8)

con la colaboración especial de
- Raúl Prieto como Manuel "Manu" Closs, un oficial de policía con el que Rosa fue infiel a Javi y luego se descubre por una pornovenganza (Episodio 2; Episodio 6; Episodio 8)
- Antonio Durán "Morris" como Sellarés (Episodio 3)
- Pablo Derqui como Fiscal (Episodio 7 - Episodio 8)

## Capítulos
| N.º | Título              | Dirigido por      | Escrito por                        | Fecha de lanzamiento original |
| --- | ------------------- | ----------------- | ---------------------------------- | ----------------------------- |
| 1   | «El pantano»        | Jorge Torregrossa | Laura Sarmiento                    | 8 de septiembre de 2023       |
| 2   | «Dos Rosas»         | Jorge Torregrossa | Laura Sarmiento                    | 8 de septiembre de 2023       |
| 3   | «La caída»          | Jorge Torregrossa | Laura Sarmiento y Eduard Solà      | 8 de septiembre de 2023       |
| 4   | «Navidad»           | Laura Mañá        | Laura Sarmiento y Eduard Solà      | 8 de septiembre de 2023       |
| 5   | «El amor»           | Laura Mañá        | Laura Sarmiento y José Luis Martín | 8 de septiembre de 2023       |
| 6   | «Lo imposible»      | Laura Mañá        | Laura Sarmiento                    | 8 de septiembre de 2023       |
| 7   | «Frente a frente»   | Jorge Torregrossa | Laura Sarmiento y Carlos López     | 8 de septiembre de 2023       |
| 8   | «1 de mayo de 2017» | Jorge Torregrossa | Laura Sarmiento                    | 8 de septiembre de 2023       |

## Producción
El 29 de julio de 2022, Netflix y Arcadia Motion Pictures anunciaron que estaban desarrollando una serie sobre el crimen de la Guardia Urbana, aún sin título, que estaría escrita por Laura Sarmiento y dirigida por Jorge Torregrossa y Laura Mañá. En septiembre de 2022, se anunció que la serie se llamaría El cuerpo en llamas y que estaría protagonizada por Úrsula Corberó, Quim Gutiérrez, José Manuel Poga, Isak Ferriz y Eva Llorach. El rodaje de la serie comenzó el 19 de septiembre de 2022 en Barcelona y acabó en febrero de 2023.

## Lanzamiento
En julio de 2023, Netflix sacó un avance de El cuerpo en llamas y anunció que la serie se estrenaría en su plataforma el 8 de septiembre de 2023. El 22 de agosto de 2023, Netflix sacó el tráiler completo de la serie.